# Bromek sodu
Bromek sodu (NaBr, łac. Natrii bromidum) – nieorganiczny związek chemiczny z grupy bromków, sól kwasu bromowodorowego i sodu. Jest to bezbarwne, krystaliczne ciało stałe o wysokiej temperaturze topnienia. Jest wykorzystywany jako źródło jonów bromkowych, Br−.

## Reakcje chemiczne i zastosowania
- NaBr jest stosowany w syntezie organicznej jako nukleofil do przemiany zawierających chlor związków organicznych w ich bromopochodne, bardziej przydatnych ze względu na swoją selektywną reaktywność w dalszej syntezie.

NaBr + RCl → RBr + NaCl
- Bromek sodu może być wykorzystywany jako źródło bromu. Pierwiastek ten można uzyskać np. przepuszczając gazowy chlor przez wodny roztwór NaBr. HBr może być utleniony do Br2 także przez tlenek manganu(IV) MnO2 lub stężony kwas siarkowy H2SO4:

Cl2 + 2 Br- → Br2 + 2 Cl−
- W reakcji bromku sodu z silnymi kwasami nieutleniającymi tworzy się bromowodór, HBr, np.[4]:

NaBr + H3PO4 → HBr↑ + NaH2PO4
- W fotografii.

### Zastosowania medyczne
Od drugiej połowy XIX wieku był używany w medycynie jako lek przeciwpadaczkowy, uspokajający i nasenny, ze względu na zawartość farmakologicznie aktywnego jonu bromkowego. Po opracowaniu skuteczniejszych i selektywniejszych leków w latach 60. XX w. jego wykorzystanie znacznie spadło. W badaniach klinicznych nie stwierdzono wpływu przyjmowania NaBr na poziom hormonów płciowych. Wchodzi w skład mieszanek takich jak Mixtura Nervina, Sal Erlenmayeri i Mixtura sedativa.
Przykładowa recepta preparatu stosowanego u ludzi:
```
Rp.
   Natrii bromati               6,0
   Tinct. Valerianae simplicis  4,0
   Aq. destill.               200,0
   M.f. mixt.
   DS. 1 łyżka stołowa 3 razy dziennie
```

Bromek sodu jest stosowany także w medycynie weterynaryjnej jako lek przeciwpadaczkowy.

## Bezpieczeństwo
Bromek sodu jest szkodliwy, gdy zostanie połknięty lub wdychany w dużych ilościach. Wpływa na ośrodkowy układ nerwowy, mózg i oczy. Związek wywołuje też podrażnienie skóry (acne bromata), oczu i układu oddechowego.